# Clara Lago

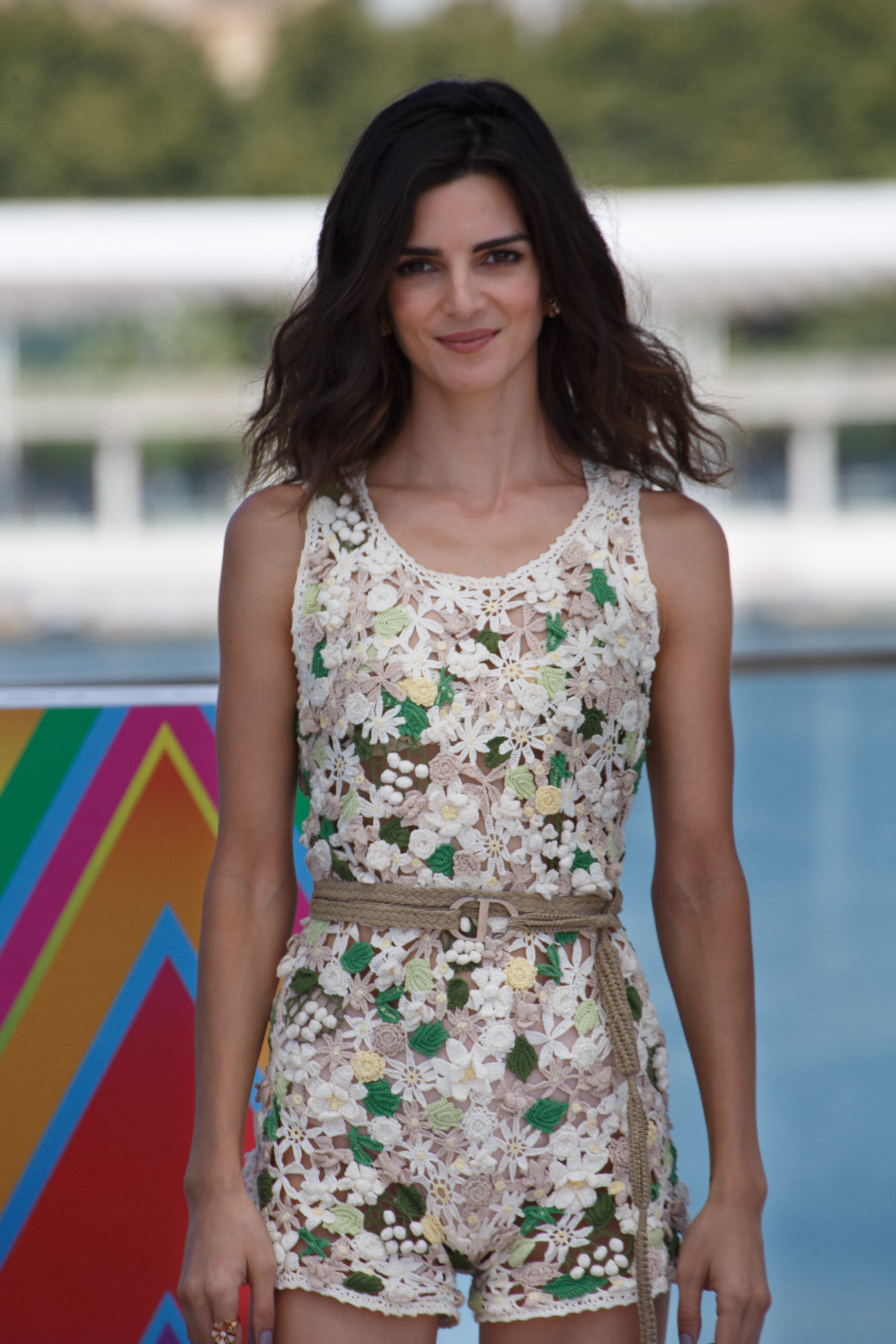
Clara Lago (2020)

Clara Lago Grau (ur. 6 marca 1990 w Madrycie) – hiszpańska aktorka, wystąpiła m.in. w filmach Inny, Tylko ciebie chcę i Pasażer.

## Filmografia

### Filmy
| Rok  | Tytuł                       | Rola             | Uwagi |
| ---- | --------------------------- | ---------------- | ----- |
| 2000 | Terca vida                  | Bea              |       |
| 2002 | Podróż Carol                | Carol            |       |
| 2004 | Twoje nowe życie            | Genia            |       |
| 2006 | Arena en los bolsillos      | Elena            |       |
| 2007 | El club de los suicidas     | Laura            |       |
| 2008 | Gra w wisielca              | Sandra           |       |
| 2010 | Inny                        | Ainhoa           |       |
| 2011 | Kuzyni                      | Clara            |       |
| 2011 | La cara oculta              | Belén            |       |
| 2012 | Tylko ciebie chcę           | Gin              |       |
| 2012 | Koniec                      | Eva              |       |
| 2013 | Eltern                      | Isabel           |       |
| 2013 | Kto zabił Bambiego?         | Mati             |       |
| 2014 | Hiszpański temperament      | Amaia            |       |
| 2014 | Against the Jab             | Pénelope         |       |
| 2015 | Czas wymierania             | Woman            |       |
| 2015 | Teraz albo nigdy            | Tatiana          |       |
| 2015 | Jak zostać Katalonką        | Amaia            |       |
| 2016 | Wyjście z tunelu            | Berta            |       |
| 2016 | Orbita 9                    | Helena           |       |
| 2018 | Pasażer                     | Eva              |       |
| 2019 | Rodzina zawsze z tobą       | Bea              |       |
| 2019 | El cuento de las comadrejas | Bárbara Otamendi |       |
| 2020 | Crónica de una tormenta     | Miky             |       |
| 2022 | Amores Permitidos           | Macarena Barrios |       |
| 2024 | Books & Drinks              | Rachel           |       |

### Telewizja
| Rok       | Tytuł                        | Rola              | Uwagi   |
| --------- | ---------------------------- | ----------------- | ------- |
| 2000–02   | Compañeros                   | Desirée           | 15 odc. |
| 2000      | Manos a la obra              | Estela            | 1 odc.  |
| 2004–07   | Hospital Central             | Candela Rodríguez | 23 odc. |
| 2007–08   | Paco i jego ludzie           | Carlota Fernández | 19 odc. |
| 2008      | LEX                          | Eli Estrada       | 16 odc. |
| 2010      | Las Chicas de Oro            | Lucía             | 1 odc.  |
| 2014      | W sercu oceanu               | Ana de Rojas      | 6 odc.  |
| 2016      | Web Therapy                  | Inés              | 2 odc.  |
| 2017      | Bibliotekarze                | Estrella          | 1 odc.  |
| 2019-2021 | Sąsiad                       | Lola              | 18 odc. |
| 2022      | Limbo... Hasta que lo decida | Sofía Castelló    | 10 odc. |
| 2023      | Cites                        | Laura             | 6 odc.  |
| 2024      | Clanes                       | Ana               | 8 odc.  |